# Nia Dinata
Nurkurniati Aisyah Dewi, née le 4 mars 1970 à Jakarta, en Indonésie, mieux connu sous le nom de Nia Dinata, est une cinéaste indonésienne plusieurs fois primée. Ses films sont connus pour aborder des sujets sensibles en Indonésie comme l'homosexualité, les travailleurs migrants et la polygamie.

## Biographie
Née en 1970, elle décide, adolescente, de faire du cinéma son métier. Après une scolarité en Indonésie, elle se rend aux États-Unis, pour des études dans la communication en Pennsylvanie, puis de cinéma à la Tisch School of the Arts, au sein de l’université de New York,.
De retour dans son pays, en 1994, elle commence sa carrière cinématographique en réalisant des clips vidéo et des publicités commerciales au milieu des années 1990. Pour réaliser des films autre que commerciaux, sous le régime autoritaire de  Soeharto, à l’époque, il est nécessaire de  soumettre le scénario au préalable. Mais la crise financière asiatique de 1997 plonge le pays dans une crise économique qui déstabilise ce régime. Le départ de Soeharto, en mai 1998, à la suite d'émeutes, libère les esprits.
En 1998, elle réalise un premier film pour la télévision, Mencari Pelangi. En 2000, elle fonde une société de production et de distribution, Kalyana Shira Film. L’année suivante, elle réalise son premier long métrage pour le cinéma, Ca-bau-kan (Concubine), sur la base d’un roman éponyme de Remy Sylado. Le sujet en est la diaspora chinoise en Indonésie, ses tribulations, et son rôle dans la guerre d’indépendance. Ce film est remarqué et reçoit le prix du meilleur metteur en scène espoir au festival de cinéma Asie-Pacifique  à Séoul .
Sa réalisation cinématographique suivante est, en 2003, Arisan !. Le film est  acclamé par la critique et est un succès populaire, mais c’est  aussi le premier film indonésien parlant d’amours homosexuels,. Il reçoit le prix Citra du meilleur film en 2004 au Festival du film indonésien, et le MTV Movie & TV Awards du meilleur réalisateur la même année.
Sa troisième réalisation, en 2006, Berbagi Suami, aborde cette fois le sujet de la polygamie. Le film est primé au Hawaii International Film Festival de cette même année 2006. Perempuan Punya Cerita (Ce que les femmes ont à dire), sorti en 2008, abordent les questions de trafic d’êtres humains, d’avortement et de viol. Bien que le ton soit souvent comique ou satirique, les sujets qu’elle retient déclenchent des polémiques dans les milieux conservateurs en Indonésie. Elle est également productrice de films et de documentaires, n’hésitant pas là encore à porter des thèmes sensibles,,.